# Veľké Borové
Veľké Borové (in ungherese Nagyborove) è un comune della Slovacchia facente parte del distretto di Liptovský Mikuláš, nella regione di Žilina.